# 利尻富士温泉
利尻富士温泉（りしりふじおんせん）は、北海道利尻郡利尻富士町鴛泊にある温泉。

## 泉質
- ナトリウム - 塩化物・炭酸水素塩泉（弱アルカリ性低張性温泉）（旧泉質名：含重曹 - 食塩泉）
  - 源泉温度 40.0度、pH 7.5
  - 無色透明、弱塩味、無臭

## 温泉地
日帰り入浴施設「利尻富士温泉」があるほか、隣接して温泉を利用した温水プール施設や、敷地内に無料足湯施設がある。
また町内のホテル･旅館などにタンクローリーで温泉が配湯されている。

## 歴史
- 1998年（平成10年） - 開湯

## アクセス
- 航路 : ハートランドフェリー鴛泊港フェリーターミナルから車で約3分